# 圣利翁 (上普罗旺斯阿尔卑斯省)
圣利翁（法語：Saint-Lions）是法国上普罗旺斯阿尔卑斯省的一个市镇，属于迪尼莱班区（Digne-les-Bains）巴尔雷姆县（Barrême）。该市镇2009年时的人口为49人。

## 人口
圣利翁人口变化图示
| 数据来源：INSEE |